# Donatello D'Orazio
Donatello D'Orazio (Chieti, 5 agosto 1896 – Roseto degli Abruzzi, 19 ottobre 1986) è stato un giornalista e scrittore italiano.

## Biografia
Donatello D'Orazio nacque a Chieti il 5 agosto 1896.
Fu giornalista in vari giornali: il "Piccolo della Sera" (Trieste), 1920-1921; il "Popolo di Trieste" dal 1922 al 1939 come titolare della critica letteraria ; il "Resto del Carlino" (Bologna) dal 1927 al 1943 come inviato speciale durante i suoi viaggi nel Mediterraneo, in Africa, nell'America Latina, in Arabia e in India; la "Gazzetta Jonica" (Corfù) nel 1942 e il "Lavoro" (Genova) nel 1944 come redattore capo.
Inoltre dal 1920 al 1945 collaborò nelle terze pagine della "Gazzetta del Popolo" (Torino), del "Popolo d'Italia", del "Gazzettino" (Venezia), della "Nazione" (Firenze), del "Mattino" (Napoli), della "Gazzetta del Mezzogiorno" (Bari).
È stato autore di romanzi, biografie, dialoghi, libri di viaggio in guerra e in pace, saggi su Papini, Puccini, Borgese, D'Annunzio, Mezzanotte e Michetti.
Morì a Roseto degli Abruzzi (TE) il 19 ottobre 1986.

## Opere
- L'amore inamabile (Casa dei poeti, Milano-Varese 1925);
- Il libro di Markab (Parnaso, Trieste 1926);
- Riverberi d'Africa (Edizioni Celvi, Trieste 1929);
- Il costruttore di ponti (Cappelli, Bologna 1934);
- Scritti sul tamburo (Cappelli, Bologna 1939);
- Bufera sulla Maiella (Marchionne, Chieti 1950);
- I colloqui di Mussolini con Brand e Zarathustra (Edizioni Aternine, Pescara 1956);
- La bella, il soldato e il mostro (Edizioni Aternine, Pescara 1957);
- Metamorfosi di sensuale (Edizioni Aternine, Pescara 1958);
- L'amore e gli amori di Gabriele D'Annunzio (Marino Solfanelli Ed., Chieti 1963);
- Varco a Sud (Cappelli, (Marino Solfanelli Edi., Chieti 1964);
- Viaggio nell'Abruzzo dannunziano (Marino Solfanelli Ed., Chieti 1965);
- Sotto lo sguardo di Gesù (Edizioni del Cenacolo, Roseto degli Abruzzi 1972);
- Quaderno del giro largo (Marino Solfanelli Ed., Chieti 1982);
- Quella stagione di Chieti (Marino Solfanelli Ed., Chieti 1987).